# Maja Spasova

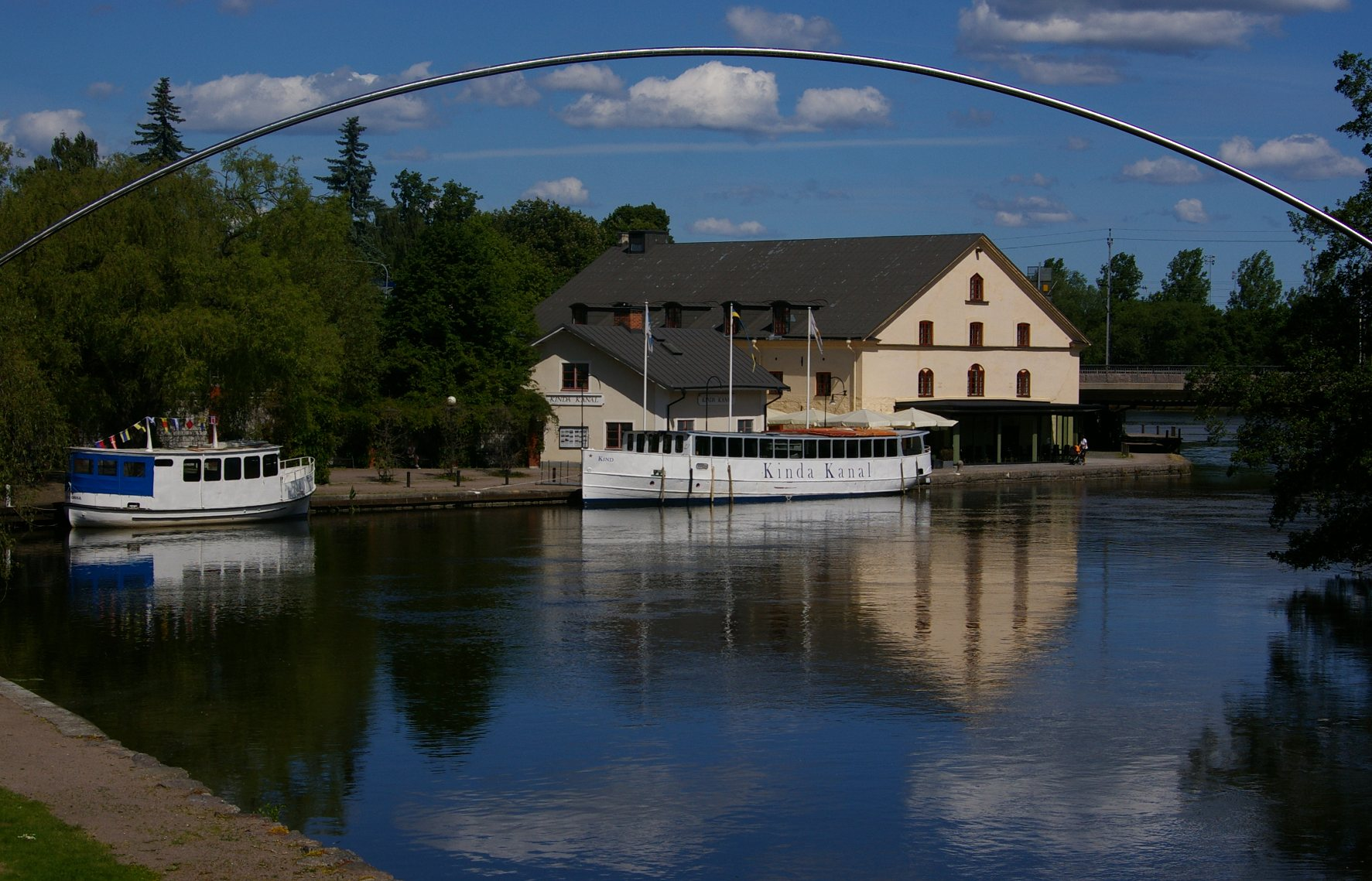
Drömmarnas båge i Linköping.

Maja Spasova, född 11 april 1959 i Sofia, är en bulgarisk-svensk konstnär.

## Biografi
Maja Spasova studerade 1979–84 vid konstakademien i Sofia, och var 1986–87 gäststudent vid Konsthögskolan i Stockholm. Hon verkar 2015 i Stockholm och Paris.
Maja Spasova har gjort hundratals utställningar i Sverige och utomlands. Hennes arbete har visats på bland annat Biennalen i Venedig, Artec i Nagoya och Dak'Art i Dakar i Senegal. Hon arbetar huvudsakligen i det offentliga stadsrummet. Hon har genomfört urbana installationer, performance och projekt i Sverige, Tyskland, Spanien, Frankrike, USA och nyligen i Nepal.
Maja Spasova har bland annat gjort Drömmarnas plats i Linköping.

## Priser och utmärkelser
- 2015 – Svenska kyrkans kulturstipendium om 100 000 kronor för konstprojektet "And Jesus Loves You".[5]